# Даждь (содружество)
Даждь — содружество авторов и исполнителей песен в жанре, определяемом организаторами как «поэтический рок» или «русский некоммерческий рок», а, если быть точнее, фолк-рок с «примесью» бардовской песни или блюза. Организатор — Дмитрий Студеный. Начиная с 2002 года одним из принципов содружества становится ориентация творчества участников на христианскую православную культуру России.

## Фестиваль «Даждь»
Фестиваль «Даждь» — ежегодная серия концертов в Москве, организуемая содружеством. Фестивали проводятся с 1998 года. Первые четыре фестиваля (1998—2001 годов) имели собственные названия, четвёртый назывался «Даждь», после чего каждый следующий считается главой фестиваля «Даждь» и имеет собственное название главы.

### Названия фестивалей (глав)
- 1998 Складень
- 1999 За жизнь поэтов
- 2000 Посолонь
- 2001 Даждь
- 2002 Дарево
- 2003 Крупицы
- 2004 Сотворчество
- 2005 Фавор
- 2006 Сорадники

## Концерты, организуемые содружеством
Кроме концертов фестиваля «Даждь», содружество организует и другие концерты участников. Основная площадка содружества — Центр Культуры «Гармония» (до 2013 г. это место называлось гос.клуб «Факел»). Также концерты проводились в клубе «Форпост», Музее В. В. Маяковского, в Санкт-Петербурге, Ярославле, Нижнем Новгороде, Казани и других городах России.

## Некоторые участники
- Алексей Вдовин, группа «НедРа»
- Сергей Канунников, группа Возвращение
- Дмитрий Студёный, группа «Даждь»
- Юлия Теуникова
- Павел Фахртдинов, группа «Пси»[1]
- Энн Оксо
- Александр Логунов;
- Липатов Максим, группа Беловодье;
- Юлия Тузова;
- Константин Золотарёв;
- Артём Белов.
- Анастасия Дубова

## Студия «Сотворчество»
Студия любителей поэтического рока «Сотворчество» — мероприятие, на котором любой новый для Даждь-Содружестве автор-исполнитель или рок-группа в акустическом составе может познакомить со своим творчеством на «часе знакомств с новым творчеством», а далее выступить с несколькими песнями в концертной обстановке и пообщаться с коллегами (при условии неиспользования в песнях ненормативной лексики и отсутствия чересчур негативного содержания).
Обычный формат проведения: с 17 до 17.30-45 - знакомство с новым творчеством; с 18 до 21 ч. - собственно студия в форме акустического концерта с подзвучкой, проводится в два круга: участники могут спеть по 2 песни в каждом. Участниками могут стать те, кто уже был а знакомстве и получил добро на выступление на Сотворчестве. Участники заранее заявлются для участия в студии. После 21ч.обычно проводится обсуждение и обмен впечатлениями по итогам всего вечера. "Сотворчество" проводится ежемесячно в один из воскресных вечеров (обычно в 20-х числах) в течение концертного сезона в Центре культуры "Гармония" (экс-клуб "Факел").

## Альманах «Паруслов»
«Паруслов» — самиздатовский альманах, выпускаемый содружеством «Даждь». Содержит стихи участников сообщества, интервью с участниками, статьи о русском роке и на прочие темы.

## Клуб «Факел». ЦК «Гармония»
Основной концертной площадкой содружества «Даждь» до 2013 года являлся государственный клуб «Факел». С 2013 года это место поменяло название и вывеску, сохранив помещение на Ленинградском шоссе — теперь это филиал-отделение Центра культуры «Гармония». Для простоты: ЦК «Гармония».